# Pascal Coste

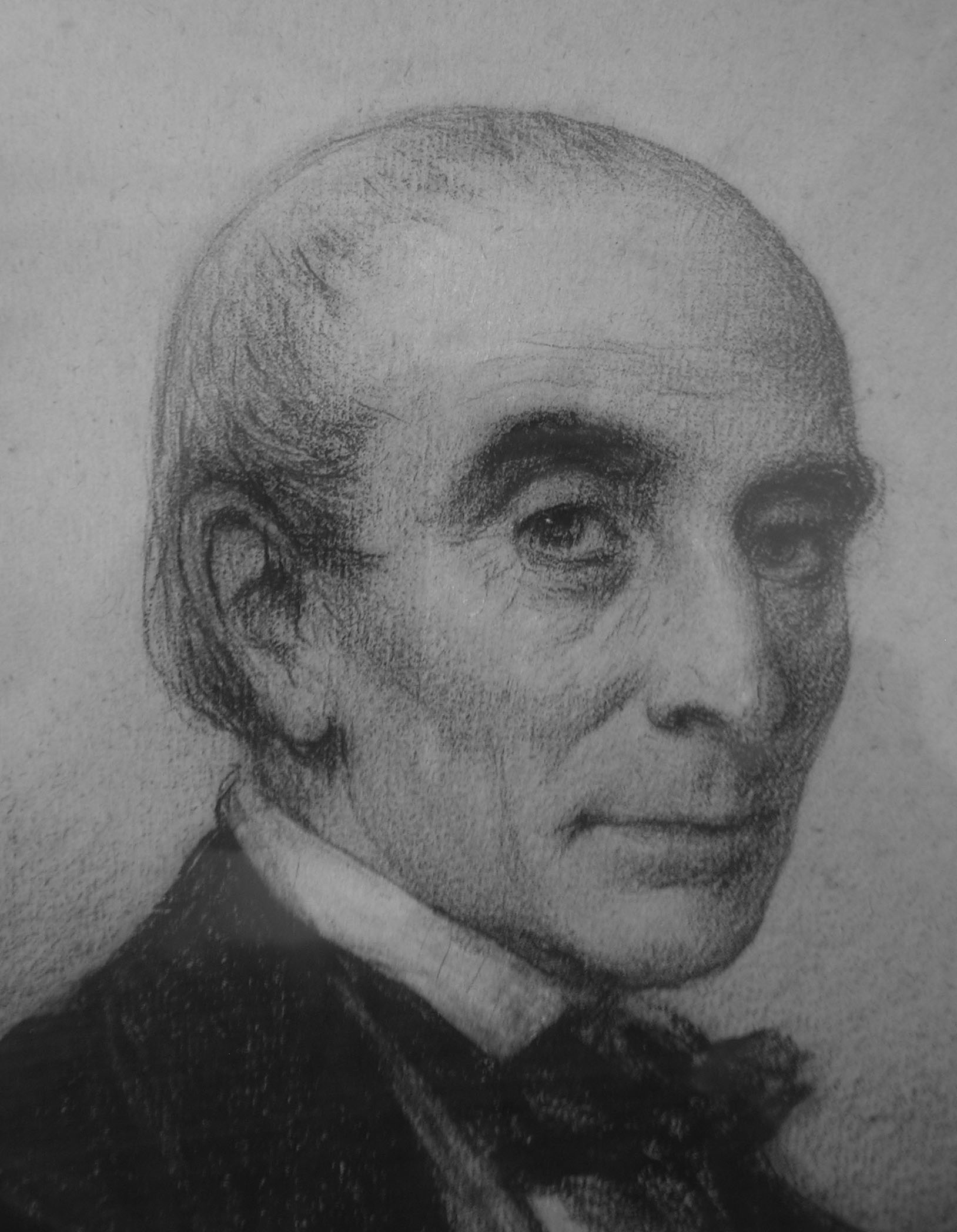
Pascal Xavier Coste, Zeichnung eines unbekannten Künstlers, circa 1859

Pascal Xavier Coste (* 29. November 1787 in Marseille; † 7. Februar 1879 ebenda) war ein französischer Ingenieur und Architekt, der insbesondere als Zeichner und Maler Bekanntheit erlangte.
Der Sohn eines Bautischlers studierte unter Michel-Robert Penchaud (1772–1833) an der École des Beaux-Arts in Marseille und dann an der École des Beaux-Arts in Paris.
Von 1817 bis 1822 sowie 1823 bis 1827 lebte und reiste er durch Ägypten, wo er im Auftrag von Muhammad Ali Pascha diverse Industriegebäude entwarf. Mit seinem Album „Architecture arabe et monuments du Caire“ lieferte er eine ausführliche Dokumentation der islamischen Kunst in Kairo. Zusammen mit Jules Laurens veröffentlichte er das Werk „Description de l’Egypte“.
Nach seiner Rückkehr 1828 wurde er Architekt der Stadt Marseille. 1829 wurde er an die École d’architecture de Marseille zum Professor berufen. Seine Kenntnisse der arabischen Sprache und der antiken Architektur stießen auf das Interesse des Institut de France und des französischen Außenministeriums, das ihn im Auftrag der Académie des Beaux-Arts und der Académie des Inscriptions et Belles-Lettres zusammen mit dem Maler Eugène Flandin (1803–1876) von 1839 bis 1841 in einer Reisegruppe des damaligen französischen Botschafters, des Comte Èdouard de Sercey, an den Hof des Schahs von Persien entsandte. Hier entstanden die gemeinsamen Werke „Voyage en Perse“ (1843) und „La Perse ancienne“ (1848). Später erschien auf der Grundlage der dortigen Werke das Album „Esfahan de l’année 1840“ mit Zeichnungen der Stadt Isfahan.
Seine architektonischen Entwürfe wurden in Europa oft als zu kostspielig eingeschätzt, so dass es nur selten zur Ausführung kam. 1852 setzte er sich als Architekt bei einer Ausschreibung zur Errichtung eines Gebäudes für die Industrie- und Handelskammer von Marseille durch (Palais de la Bourse), das 1860 errichtet und von Napoléon III. eingeweiht wurde. Heute ist in dem Gebäude das Marine- und Handelsmuseum (Musée de la Marine et de l’Économie) untergebracht.